# Horse Guards Parade
Horse Guards Parade – największy plac defilad w centralnym Londynie, znajdujący się między Whitehall a St. James’s Park w City of Westminster. Corocznie odbywa się na nim ceremonia Trooping the Colour powszechnie zwana „Paradą na cześć urodzin Króla”, podczas której monarcha dokonuje przeglądu wojsk a później następuje przemarsz oddziałów pieszych i konnych oraz orkiestr wojskowych, a także parada ze sztandarami. 

## Historia
Obecnie Horse Guards Parade zajmuje teren który pierwotnie w czasach Henryka VIII Tudora był miejscem rozgrywania turniejów rycerskich (ang. tiltyard) przy pałacu Whitehall. Od połowy XVI wieku czasu zaczęły się odbywać na tym terenie także inne uroczystości. W drugiej połowie XVII wieku na części terenu zostały zbudowane koszary straży konnej (Old Horse Guards). W XVIII wieku ukształtował się obecny obszar Horse Guards Parade – w 1726 ukończono budynek Old Admiralty, w 1758 roku Dover House, zaś w 1760 roku nowy budynek koszar straży konnej (Horse Guards), który powstał w miejsce starych koszarach i części pałacu Whitehall, która została rozebrana po pożarze na początku XVII wieku. Wraz z powstaniem ww. budynków powstały obszar między tymi budynkami a St. James’s Park przyjął nazwę Horse Guards Parade. W drugiej połowie XX wieku zaczęto używać placu jako parkingu, lecz po zamachu IRA w dniu 7 stycznia 1991 roku podczas którego dokonano ostrzału moździerzowego siedziby premiera przy Downing Street (od strony ogrodu) z samochodu zaparkowanego niedaleko Horse Guards Parade, powzięto środki bezpieczeństwa i od 1997 roku jest to strefa zamknięta dla samochodów. 

Panorama Horse Guards Parade

## Położenie

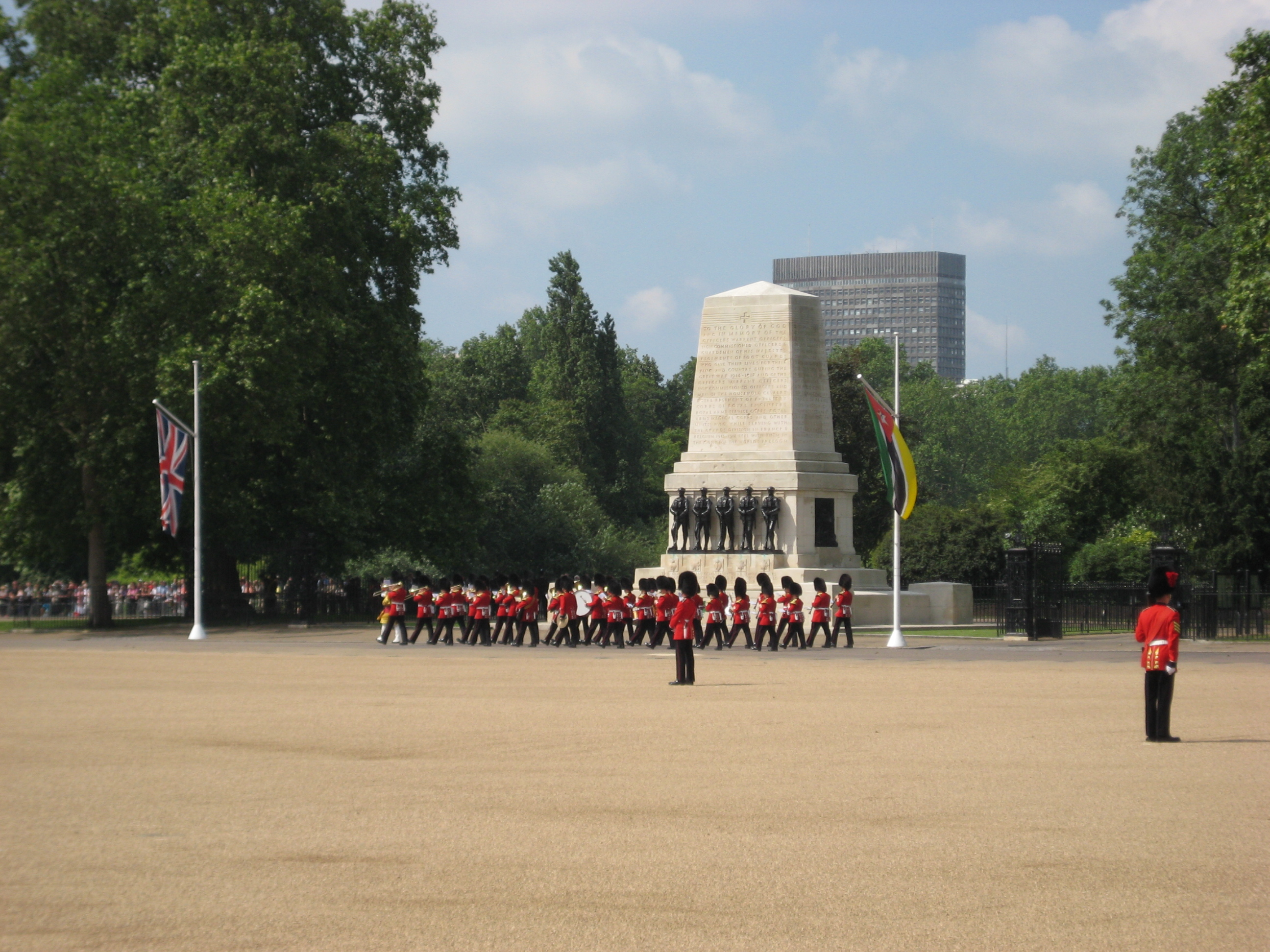
War Memorial

Od strony zachodniej tj. od St. James’s Park jest otwarty dostęp do Horse Guards Parade, od strony północnej znajduje się budynek Old Admiralty, od strony wschodniej Horse Guards, zaś od strony południowej dawny Dover House obecnie siedziba Scotland Office, Foreign and Commonwealth Office i tylny ogród siedziby premiera przy 10 Downing Street. Na obrzeżach placu znajdują się: Guards Memorial, Cádiz Memorial, Royal Naval Division Memorial, War Memorial, turecka armata z 1501 roku zdobyta w 1801 roku w Egipcie oraz pomniki marszałków: Horatio Kitchener, Frederick Roberts i Garnet Wolseley.

## Letnie Igrzyska Olimpijskie 2012
W ramach Letnich Igrzysk Olimpijskich 2012 na terenie Horse Guards Parade odbyły się zawody w siatkówce plażowej. Na czas Igrzysk wokół jedynego boiska do gry zostały zamontowane trybuny, na których  mogło zasiąść 15 tysięcy widzów. Tuż za trybunami od strony wschodniej znajdowały się dwa boiska treningowe. Po Igrzyskach całość została rozebrana.